# Heliconius melpophylla
Heliconius melpophylla är en fjärilsart som beskrevs av James John Joicey och William James Kaye 1917. Heliconius melpophylla ingår i släktet Heliconius och familjen praktfjärilar. Inga underarter finns listade i Catalogue of Life.